# أشهد أن لا امرأة إلا أنت
أشهد أن لا امرأة إلا أنتِ، مجموعة شعرية من مؤلفات الشاعر العربي السوري نزار قباني، صدرت في عام 1979، عن منشورات نزار قباني في بيروت، لبنان.